# Personaggi di Romanzo criminale - La serie
Questa voce contiene un elenco dei personaggi presenti nella serie televisiva Romanzo criminale - La serie.

## Batteria della Magliana

### Il Libanese
- Il Libanese (stagione 1, cameo 2), interpretato da Francesco Montanari.

Piccolo criminale cresciuto in povertà nel quartiere della Magliana con la madre dopo l'abbandono del padre. Ragazzo dal carattere molto duro ed ambizioso ma con un grande senso dell'amicizia, è l'ideatore del progetto di un'unica banda che controlli Roma. Morirà ucciso dal Nero, su ordine concertato dalla mafia e dai servizi segreti, dopo avere coronato il sogno di conquistare la capitale ma contemporaneamente divenuto incapace di gestire i poteri forti a cui la banda si è lentamente asservita.

### Il Dandi
- Il Dandi (stagioni 1-2), interpretato da Alessandro Roja.

Giovane cresciuto in povertà, con un grande senso di rivalsa nei confronti di una società che a suo pensare lo ha emarginato. Di indole tendenzialmente egoista sarà l'unico ad inserirsi nei meccanismi che legano mafia, imprenditoria e politica, abbandonando progressivamente gli amici ed i complici, divenendo l'unico referente della mafia. Morirà ucciso per vendetta dal Bufalo, attraverso un piano escogitato dal Secco e dalla moglie Patrizia.

### Bufalo detto anche DD1
- Bufalo (stagioni 1-2), interpretato da Andrea Sartoretti.

Ragazzo forte, coraggioso e violento; spesso preso in giro per la sua ignoranza ma dotato di un fortissimo senso di amicizia e di lealtà verso i complici. Tradito dal Dandi cercherà di vendicarsi riuscendovi solo dopo alcuni anni. Sarà l'unico della banda a sopravvivere ma morirà in solitudine ai giorni nostri, ucciso dalla polizia dopo avere compreso che il mondo che aveva vissuto e sognato non esiste più.

### Scrocchiazeppi
- Scrocchiazeppi (stagioni 1-2), interpretato da Riccardo De Filippis.

Ragazzo attivo ma incapace di gestire, soprattutto dopo il matrimonio, i proventi delle attività criminali, entrando anche in contrasto con il Libanese a causa di un giro di strozzinaggio ideato all'insaputa della banda. Morirà ucciso da un sicario del Dandi, dopo il tradimento e l'abbandono da parte della moglie, la quale lo aveva in precedenza rovinato economicamente.

#### Galleria d'immagini

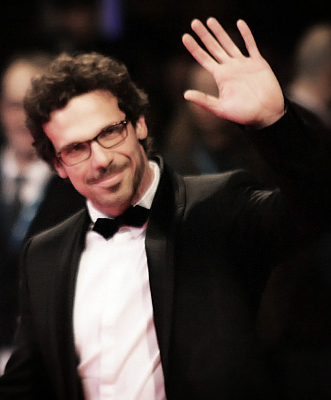
Francesco Montanari interpreta il Libanese
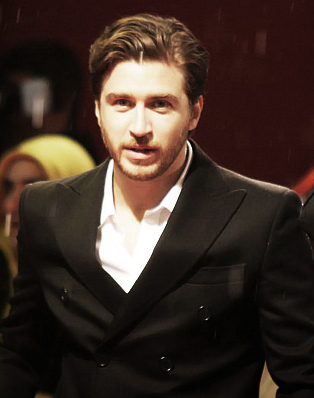
Alessandro Roja interpreta il Dandi
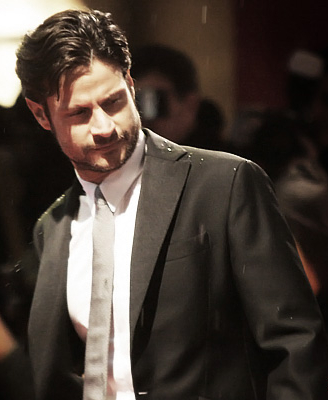
Andrea Sartoretti interpreta Bufalo
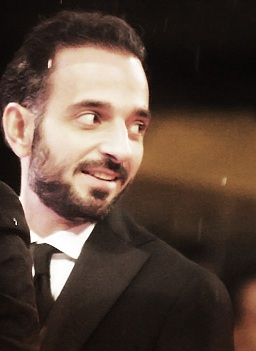
Riccardo De Filippis interpreta Scrocchiazeppi

## Batteria di Testaccio

### Il Freddo
- Il Freddo (stagioni 1-2), interpretato da Vinicio Marchioni.

Capo di una batteria di Testaccio, divenuto un criminale a causa di un difficile rapporto con il padre, a cui porta rancore e non ha mai perdonato il tradimento nei confronti della madre. Solitario, introverso e razionale, accetta con entusiasmo l'idea del Libanese ma inizia a discostarsene nel momento in cui comprende che la banda non sarà più libera di agire come vuole e sarà vincolata da condizionamenti dall'alto, divenendo col tempo delle semplici pedine. Ha un fratello di nome Gigio e si innamora della ragazza di lui, Roberta, ma la relazione finirà bruscamente. Morirà ucciso da Donatella, immediatamente dopo la sua decisione di pentirsi e di diventare collaboratore di giustizia.

### Fierolocchio
- Fierolocchio (stagioni 1-2), interpretato da Mauro Meconi.

Condividerà tutte le vicende della banda ma sarà lui a tradire Scrocchiazeppi, uscendo dal carcere al suo posto e diventando l'amante della moglie. Fonderà una nuova batteria insieme al Bufalo, probabilmente morirà negli anni a venire in quanto ai giorni nostri l'unico ancora vivo era Il Bufalo, ma non si conosce la sua precisa sorte.

### Sergio Buffoni
- Sergio Buffoni (stagioni 1-2), interpretato da Lorenzo Renzi.

Un soggetto  irresponsabile che sopporta mal volentieri le regole imposte dalla banda, tentando in più occasioni di sviluppare attività proprie. Morirà ucciso dal Freddo, dopo che questi ha scoperto un canale alternativo di spaccio di droga che contrasta con gli interessi della banda.

### Ruggero Buffoni
- Ruggero Buffoni (stagioni 1-2), interpretato da Edoardo Pesce.

Ragazzo indolente e spesso imprudente, tanto da farsi rubare i soldi della sua zona dai complici di un travestito con il quale si era appartato. Ucciderà per vendetta Gigio, il fratello del Freddo, ma morirà ucciso da Donatella nel piano ordito da mafia e servizi segreti per eliminare il Freddo.

#### Galleria d'immagini

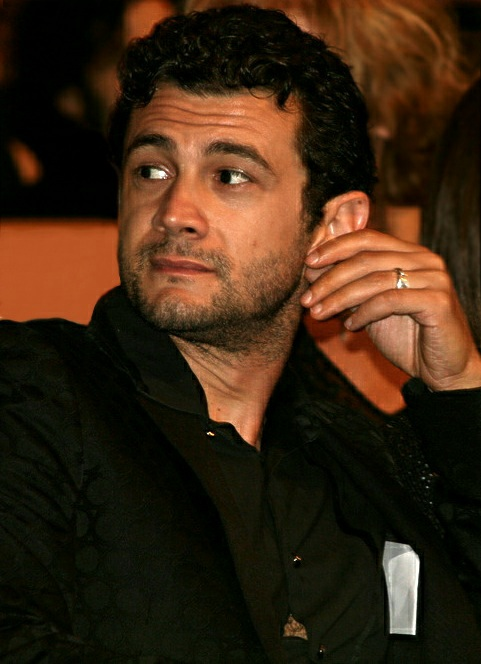
Vinicio Marchioni interpreta il Freddo
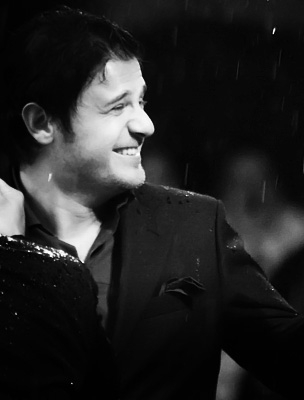
Edoardo Pesce interpreta Ruggero Buffoni

## Batteria di Ostia

### Il Sardo
- Il Sardo (stagioni 1-2), interpretato da Antonio Gerardi.

Delinquente di origine sarda legato alla camorra, si assocerà alla banda per fornire la droga mantenendo la sua zona. Alternerà comportamenti ambigui, proseguendo i suoi rapporti con il Terribile, il vecchio boss divenuto perdente, ma sarà proprio lui a tradirlo favorendone l'eliminazione da parte della banda. Dopo la morte del Libanese reclamerà la sua zona venendo ucciso dal Dandi.

### Trentadenari
- Trentadenari (stagioni 1-2), interpretato da Orlando Cinque.

Napoletano trapiantato a Roma; si legherà progressivamente alla banda divenendone il cassiere e partecipando all'omicidio del Terribile. Morirà ucciso per gelosia dal Sorcio.

### Ricotta
- Ricotta (stagioni 1-2), interpretato da Giorgio Caputo.

Complice del Sardo, al pari di Trentadenari si legherà progressivamente alla banda ma terminerà la sua carriera in carcere, venendo arrestato, a causa del tradimento del Dandi, durante l'attentato a Maurizio Gemito.

#### Galleria d'immagini

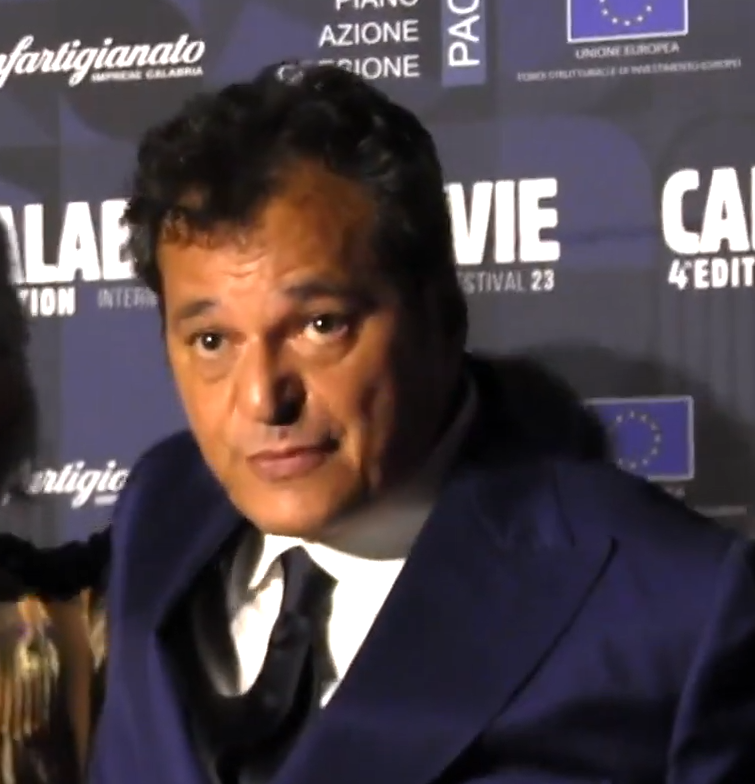
Antonio Gerardi interpreta Il Sardo

## Batteria di Centocelle

### Il Terribile
- Il Terribile (stagione 1), interpretato da Marco Giallini.

Vecchio boss di Centocelle al quale, fino all'avvento della banda, nessuno aveva osato opporsi. La crescita della banda lo porterà dapprima a tentare di contrastarla e successivamente a cercarne l'alleanza. Morirà ucciso dopo le rivelazioni a Scialoja sulla responsabilità della banda nel rapimento del barone Rosellini e soprattutto per avere tentato di fare uccidere il Libanese dai fratelli Gemito.

### Remo Gemito
- Remo Gemito (stagioni 1-2), interpretato da Alberto Gasbarri.

Tirapiedi del Terribile, non esiterà a tradirlo per avere salva la vita. Morirà ucciso dal Freddo, essendo ritenuto responsabile della morte del Libanese.

### Maurizio Gemito
- Maurizio Gemito (stagioni 1-2), interpretato da Simone Mori.

Tirapiedi del Terribile, al pari del fratello lo tradirà per salvarsi la vita. Ritenuto responsabile della morte del Libanese sarà braccato dalla banda, morendo ucciso dal Nero per impedirgli di comunicare agli inquirenti la sua estraneità al fatto.

#### Galleria d'immagini

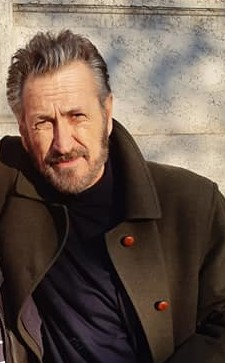
Marco Giallini interpreta Il Terribile

## Inquirenti

### Nicola Scialoja
- Nicola Scialoja (stagioni 1-2), interpretato da Marco Bocci.

Funzionario di polizia onesto, determinato, intelligente e zelante che tuttavia vive grandi conflitti interiori a causa della sorella estremista e dell'amore forse non corrisposto per Patrizia, la bella prostituta legata al Dandi. Cercherà con tutta la sua tenacia a dispetto di ricatti, trasferimenti e minacce, di fare luce sulla banda senza riuscirvi ma, dopo la caduta del muro di Berlino, in forza della sua onestà e integrità, accetterà l'offerta del Vecchio di diventare dirigente dei servizi segreti al suo posto.

### Fernando Borgia
- Fernando Borgia (stagioni 1-2), interpretato da Danilo Nigrelli.

Giudice istruttore, magistrato inizialmente scettico sull'intuizione di Scialoja in merito alla nascente banda; si ricrederà appoggiando il commissario in tutto il percorso che porterà alle condanne di alcuni dei componenti.

### Ispettore Canton
- ispettore Canton (stagioni 1-2), interpretato da Dario D'Ambrosi.

Collaboratore di Scialoja, ne seguirà le indagini e, dopo che il commissario rientrerà dal trasferimento a Modena, ritornerà a collaborare con questi, fino al termine delle indagini.

### Commissario Rizzo
- Commissario Rizzo (stagioni 1-2), interpretato da Fulvio Pepe.

Un funzionario di polizia integerrimo ma ottuso ed arrivista. Si mostra ostile al collega Scialoja per le sue aperture politiche ma, nel corso degli anni, arriverà a riconoscergli sia l'esattezza delle sue intuizioni che la sua dedizione allo Stato.

#### Galleria d'immagini

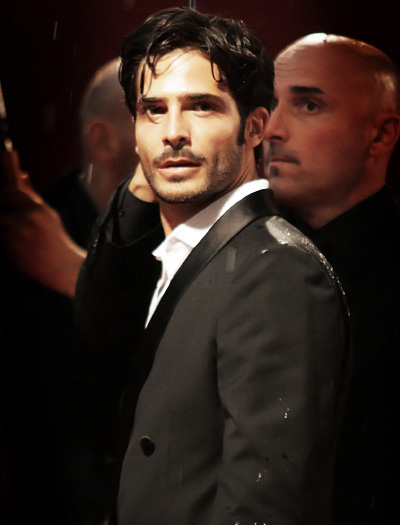
Marco Bocci interpreta il commissario Scialoja

## Mafia

### Zio Carlo
- Zio Carlo (stagioni 1-2), interpretato da Adriano Chiaramida.

Boss della mafia e referente delle famiglie palermitane per la città di Roma; dopo la morte del Terribile si accorderà con la banda per la fornitura costante di droga, divenendone di fatto il controllore. Suo l'ordine per la morte del Libanese e successivamente, in accordo con i servizi segreti, per quella del Freddo.

### Nembo Kid
- Nembo Kid (stagioni 1-2), interpretato da Edoardo Leo.

Legato a Zio Carlo è un collaboratore esterno della banda, della quale diventa virtualmente parte dopo la morte del Libanese (da lui ucciso insieme al Nero), quando alla sua compagna Donatella ne viene affidata la zona. Morirà a Milano durante l'attentato a Roberto Rosone.

### Il Maestro
- Il Maestro (stagione 2), interpretato da Francesco Sciacca.

Un mafioso siciliano, sostituto di Nembo Kid e collaboratore di Zio Carlo, anch'egli legato ai servizi segreti, autorizzerà tutte le uccisioni dei componenti della banda.

## Servizi segreti

### Il Vecchio
- Il Vecchio (stagioni 1-2), interpretato da Massimo De Francovich.

Un cinico e pragmatico funzionario dei servizi segreti che, sempre nell'ombra, piloterà tutti i più importanti avvenimenti della politica e della società italiana di quegli anni. Riconoscerà le qualità di Scialoja, affidandogli, al momento del suo ritiro, il suo posto.

### Zeta
- Zeta (stagioni 1-2), interpretato da Fausto Maria Sciarappa.

Agente dei servizi segreti, alle dirette dipendenze del Vecchio; sarà, insieme all'altro agente Pi greco, esecutore di tutte le trame fino a quando, scoperto, non sarà esonerato.

### Pi greco
- Pi greco (stagioni 1-2), interpretato da Claudio Spadaro.

Agente dei servizi segreti, alle dirette dipendenze del Vecchio; sarà, insieme all'altro agente Zeta, esecutore di tutte le trame fino a quando, scoperto, non sarà esonerato.

### Sigma
- Sigma (stagione 2), interpretato da Max Malatesta.

Agente dei servizi segreti, "promosso" dal Vecchio dopo il congedo di Zeta e Pi greco, divenendo unico esecutore dei suoi piani.

## Neofascisti

### Il Nero DD1
- Il Nero (stagioni 1-2), interpretato da Emiliano Coltorti.

Un neofascista che stringe rapporti con la banda, dapprima allo scopo di riciclare il denaro proveniente dalle rapine e successivamente tentando inutilmente di coinvolgerla in un disegno politico; legato ai servizi segreti ed alla mafia sarà lui ad uccidere il Libanese su ordine di Zio Carlo. Morirà ucciso dal Dandi, unico a scoprire la sua responsabilità, informato a sua volta dalla mafia.

### Renato Sargeni
- Renato Sargeni (stagioni 1-2), interpretato da Duccio Camerini.

Professore, ideologo di estrema destra che vorrebbe coinvolgere la banda nel suo disegno eversivo in cambio di perizie psichiatriche compiacenti. Morirà ucciso da Donatella, autorizzata dal Dandi, su richiesta della camorra.

## Amici e parenti

### Patrizia
- Patrizia (stagioni 1-2), interpretata da Daniela Virgilio.

Bella prostituta che intimamente rimpiange la sua infanzia lontana dalla realtà che vive e che coltiva un forte e intenso rapporto di amicizia con Ranocchia, un giovane ragazzo omosessuale. Molto avvenente e carismatica, di lei si innamoreranno sia il Dandi, che all'inizio svilupperà quasi un'ossessione per lei, che il commissario Scialoja, del quale è implicito sia attratta, ma in nome di un cinismo che non l'abbandonerà mai, sceglierà di legarsi al primo e ne diventerà, pur disprezzandolo, prima l'amante fissa e successivamente la moglie. Sarà lei a tradirlo, fornendo le informazioni che consentiranno al Secco di fare eliminare il marito.

### Gigio
- Gigio (stagioni 1-2), interpretato da Alessandro Marverti.

Luigi Soleri, fratello del Freddo; dopo essere stato abbandonato da Roberta, la quale lo ha lasciato per il fratello, inizierà a drogarsi, finendo dapprima in carcere, dove, dopo essere stato aggredito da due amici di Maurizio Gemito, accetterà le offerte di Scialoja per tentare di incriminare il Freddo. Morirà ucciso per vendetta da Ruggero Buffoni.

### Roberta
- Roberta (stagioni 1-2), interpretata da Alessandra Mastronardi.

È una studentessa. Fidanzata prima di Gigio e successivamente del Freddo, di cui si innamora. Dopo il suo arresto ne conoscerà le reali attività rimanendone scossa e, dopo un periodo di separazione, accetterà di seguirlo in Brasile ma la morte del Libanese lo impedisce. Dopo avere testimoniato in suo favore al processo, pur tenendo ancora a lui, decide di abbandonarlo per ricominciare una nuova vita. Alcuni anni dopo sarà da lontano e silenziosamente vista dal Freddo in un parco insieme al figlio poco prima che questi venga ucciso.

### Ranocchia
- Ranocchia (stagioni 1-2), interpretato da Fausto Paravidino.

Amico omosessuale di Patrizia a cui rimarrà sempre accanto, essendo considerato da lei una persona di fiducia. Morirà dopo essersi ammalato presumibilmente a causa dell'AIDS.

### Sandra
- Sandra (stagione 1), interpretata da Valentina Calandriello.

Sorella del commissario Scialoja; attivista politica che il fratello cercherà di proteggere facendola espatriare in Francia ma subendo, per questo, il ricatto dei servizi segreti.

### Angelina
- Angelina (stagioni 1-2), interpretata da Greta Scarano. Affascinante fidanzata di Scrocchiazeppi, ne diverrà moglie una volta rimasta incinta, rovinandolo del tutto economicamente e tradendolo, mentre egli si trova in carcere, con Fierolocchio.

### Maria Proietti
- Maria Proietti (stagioni 1-2), interpretata da Antonella Attili.

Madre del Libanese, seguirà con rassegnazione la china presa dal figlio, chiudendo il rapporto con lui nel momento in cui si rende conto che questi ha intrapreso una strada senza ritorno.

### Renato Proietti
- Renato Proietti (stagione 2), interpretato da Francesco Acquaroli.

Padre del Libanese, uscito da tempo dalla famiglia ricompare dopo la morte del figlio per appropriarsi dei suoi beni; scoperto dal Dandi, su indicazione di Fierolocchio, questi lo minaccia di morte ma lo grazia in cambio della restituzione di una Mini Minor, antico ricordo che questi, una volta rientratone in possesso, distruggerà.

### Sara
- Sara Canali (stagione 1), interpretata da Carolina Felline.

Fidanzata del Libanese, quando questi era ancora un giovane delinquente; venne fatta violentare dal Terribile davanti al Libanese, per fargli pagare lo sgarbo del furto di una sua auto. Anni dopo riappare, ma solo per organizzare un furto, insieme al nuovo fidanzato, nell'appartamento del Libanese; questi, sentitosi tradito, uccide il ragazzo ma la lascia libera, pur dichiarandogli il suo disprezzo. Morirà suicida nello stesso appartamento.

### Franco Solenghi
- Franco Solenghi (stagione 1), interpretato da Paolo Buglioni.

Zio del Sorcio e gestore del "bar da Franco", ritrovo abituale dei componenti della banda.

### Vanessa Meloni
- Vanessa Meloni (stagioni 1-2), interpretata da Veronica Gentili.

Infermiera fidanzata del Sorcio, se ne discosterà nel momento in cui questi intende fuggire da Roma, iniziando una relazione con Trentadenari che terminerà con l'omicidio di quest'ultimo da parte dell'ex fidanzato.

#### Galleria d'immagini

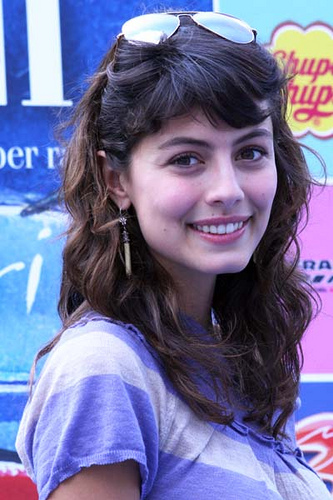
Alessandra Mastronardi interpreta Roberta
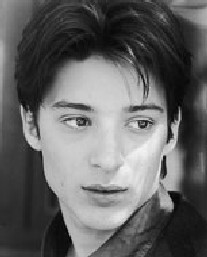
Fausto Paravidino interpreta Ranocchia

## Collaboratori della banda

### Il Sorcio
- il Sorcio (stagioni 1-2), interpretato da Roberto Infascelli.

Ragazzo tossicodipendente che collabora stabilmente con la banda ma cade in disgrazia presso di essa quando viene scoperto il suo coinvolgimento nel giro di Sergio Buffoni. Sfuggito a due tentativi di omicidio cercherà dapprima la protezione del Dandi e successivamente, dopo avere ucciso Trentadenari a causa della gelosia per la ex fidanzata Vanessa, diventerà collaboratore di giustizia.

### Donatella
- Donatella (stagione 2), interpretata da Giovanna Di Rauso.

Compagna di Nembo Kid e responsabile dello spaccio di droga nella zona di Latina; dopo la morte del Libanese le viene affidata la zona di Trastevere dal Freddo, con il quale intreccia una relazione dopo la morte di Nembo Kid. Al pari dell'ex compagno si legherà alla mafia e ai servizi segreti, eliminando prima il Larinese, un falsario, custode dell'elenco degli affiliati alla loggia P2, e successivamente Ruggero Buffoni e il Freddo.

### Il Puma
- Il Puma (stagioni 1-2), interpretato da Ivano De Matteo.

Criminale dell'EUR con il desiderio di cambiare vita; dopo la costituzione della banda lascerà la sua zona al Freddo ed, una volta rientrato da Cuba dove era espatriato, morirà in carcere, ucciso per vendetta dal fratello di una delle sue vittime.

### Satana
- Satana (stagione 1), interpretato da Roberto Latini.

Un allibratore clandestino, basista del sequestro Rosellini, ma che rifiuterà di fare parte del progetto di costituzione della banda. Morirà ucciso dal Libanese, dal Freddo e dal Dandi dopo uno sgarbo fatto al Bufalo.

### Il Secco
- Il Secco (stagioni 1-2), interpretato da Vincenzo Tanassi.

Faccendiere legato alla mafia ed esperto in speculazioni; sarà delegato dalla banda a compiere investimenti per incrementarne il capitale. Organizzatore del nuovo canale di spaccio, che costerà la vita a Sergio Buffoni, e della nuova batteria costituita dal Bufalo e da Fierolocchio dopo la loro uscita dal carcere. Sarà lui, con la complicità di Patrizia, a favorire l'omicidio del Dandi.

### Nercio
- Nercio (stagione 2), interpretato da Alessandro Tersigni.

Scagnozzo al soldo del Secco insieme a Botola, morirà ucciso insieme a lui dopo il fallito attentato al Secco.

### Botola
- Botola (stagione 2), interpretato da Marco Conidi.

scagnozzo al soldo del Secco insieme a Nercio, morirà ucciso insieme a lui dopo il fallito attentato al Secco.

#### Galleria d'immagini

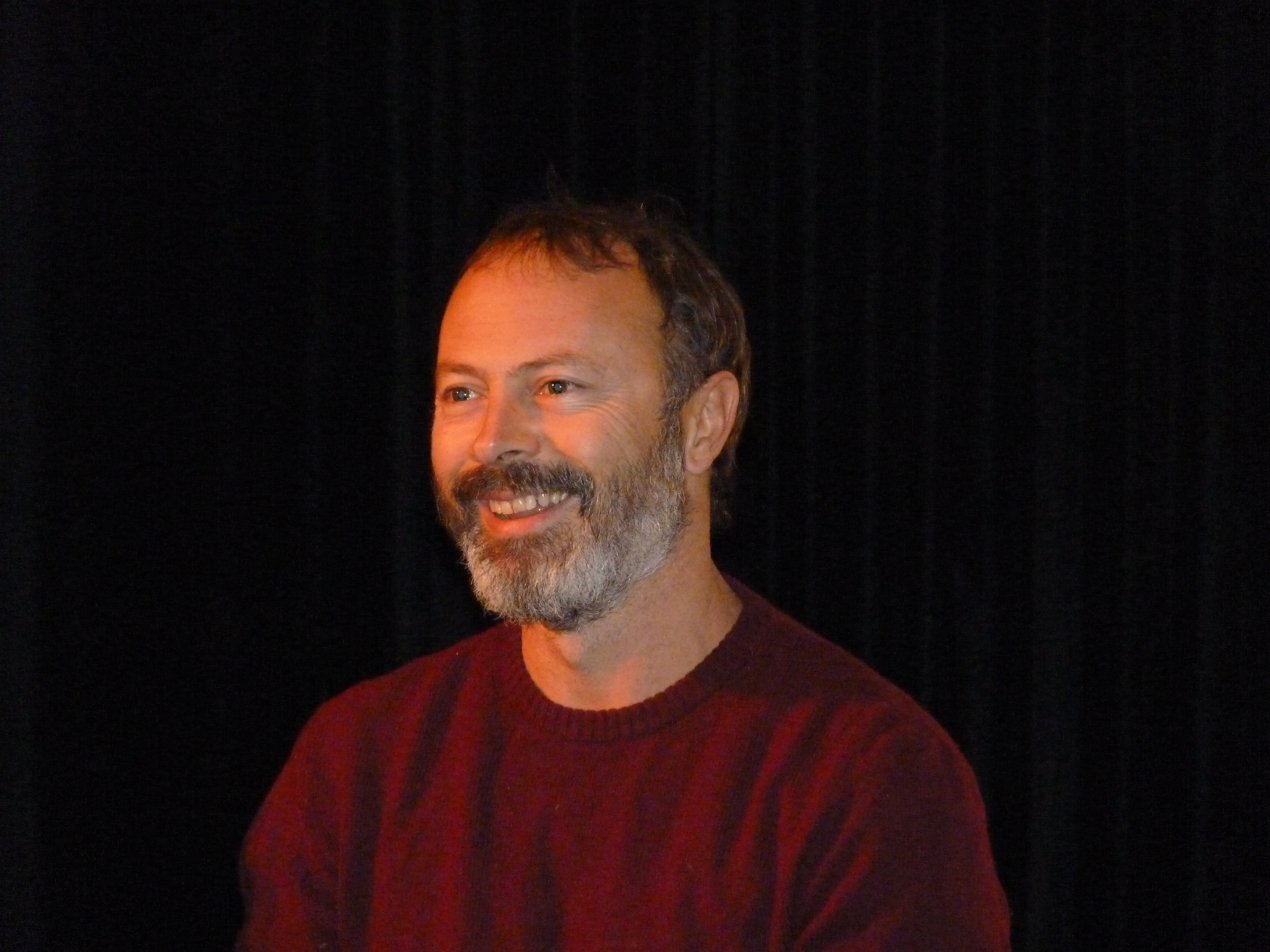
Ivano De Matteo interpreta Il Puma

## Altri personaggi

### Avvocato Vasta
- Avvocato Vasta (stagione 2), interpretato da Fabio Camilli.

Professionista appartenente al foro di Roma, già patrocinatore del clan dei Marsigliesi, otterrà il mandato per la difesa della banda durante la detenzione dovuta alla soffiata del Terribile e ne seguirà i componenti fino alla fine.

### Don Mimmo
- Don Mimmo 'O Ragioniere (stagioni 1-2), interpretato da Federico Torre.

Referente della camorra per la capitale; legato a politica e servizi segreti è il principale fornitore della droga alla banda, alla quale chiederà di collaborare alle ricerche dell'onorevole Moro.
Ispirato alla figura di Raffaele Cutolo.

### Il Larinese
- il Larinese (stagione 2), interpretato da Massimiliano Franciosa. Un falsario che, trovandosi in possesso di una parte dell'elenco agli appartenenti alla loggia P2, chiederà una grossa somma di denaro al Dandi ma, all'atto della consegna, sarà ucciso da Donatella.

### Fabio Santini
- Fabio Santini (stagione 1), interpretato da Luca Venantini.

Agente della narcotici tossicodipendente ed utilizzato dai servizi segreti per indurre il Libanese a compiere un furto in un deposito giudiziario, venendo poi eliminato dagli stessi servizi (che ne mascherano l'omicidio con un apparente suicidio) una volta realizzato il furto, immortalato da varie foto al fine di ricattare la banda.

### Don Macrì
- Don Vito Macrì (stagione 1), interpretato da Rocco Barbaro. Boss della 'Ndrangheta, detenuto a Regina Coeli, tenterà inutilmente di convincere la banda a lavorare per lui. A seguito dell'uccisione di uno dei suoi scagnozzi ed alle intimidazioni ricevute dalla banda, si farà trasferire in un altro carcere lontano da Roma.

### Gerardo il Barbaro
- Gerardo il Barbaro (stagione 1), interpretato da Ninetto Davoli.

Personaggio di spicco nella malavita romana, detenuto in carcere a seguito della condanna a due ergastoli. Condivide la cella con il Libanese, durante la breve detenzione a seguito della soffiata del Terribile, e lo salverà autoincolpandosi del possesso del coltello del Libanese scoperto dalle guardie durante una perquisizione. Per ricambiargli il favore, una volta uscito, egli cercherà inutilmente di intercedere in suo favore con la ex moglie.